# Никс, Стиви
Сте́фани Линн «Сти́ви» Никс (англ. Stephanie Lynn "Stevie" Nicks; род. 26 мая 1948, Финикс, Аризона, США) — американская певица и автор песен. Никс наиболее известна по своей работе с группой Fleetwood Mac, а также успешной сольной карьере. Известность Никс также принесли её отличительный голос, загадочный стиль и символичные тексты песен. Её работы как участницы Fleetwood Mac и соло-артистки насчитывают более сорока хитов, вошедших в топ-50, и проданных в количестве более 140 миллионов, что совместно с Fleetwood Mac делает её одной из самых успешных исполнителей всех времён. Также она снялась в «Американская история ужасов: Шабаш» и «Американская история ужасов: Апокалипсис» в роли самой себя.
Никс была признана одной из 100 величайших авторов песен, а также одной из величайших исполнителей всех времён изданием Rolling Stone. Она является первой женщиной, дважды включённой в Зал славы рок-н-ролла — как участница Fleetwood Mac в 1998, и как соло-артистка в 2019 году.

## Жизнь и карьера

### 1948—1971: Ранние годы и начало карьеры
Стефани «Стиви» Никс родилась в Фениксе, штат Аризона, в семье Джесса и Барбары Никс. Родословная Никс имеет немецкие, английские и ирландские корни. Дедушка Никс, Аарон Джесс «Эй-Джей» Никс старший, научил Никс к четырём годам петь вместе с ним дуэтом. Мать Никс опекала её, удерживая её дома «больше, чем других людей» и привила дочери любовь к сказкам. Будучи ребёнком, Стефани могла произносить своё имя только как «тии-дии», в связи с чем появилось прозвище «Стиви». Её отец был президентом компании «Greyhound», в связи с чем семья была в частых разъездах, и успела пожить в Финиксе, штат Аризона; Альбукерке, штат Нью-Мексико; Эль-Пасо, штат Техас; Солт-Лейк-Сити, штат Юта; Лос-Анджелесе и Сан-Франциско.
На своё 16-летие Никс получила гитару Goya, после чего она написала свою первую песню под названием «I’ve Loved and I’ve Lost, and I’m Sad but Not Blue». Она провела свою юность постоянно слушая пластинки, и живя в «своём собственном маленьком музыкальном мире».
Посещая Arcadia High School в Аркадии, штат Калифорния, она присоединилась к первой в жизни группе, The Changing Times, фолк-рок-группа, ориентированная на гармонии вокала.
Никс встретила своего будущего музыкального и романтического партнёра, Линдси Бакингема, во время её выпускного года в Menlo-Atherton High School в Атертоне, штат Калифорния. Когда она увидела Бакингема, играющего «California Dreamin» в клубе Young Life, она присоединилась к нему в дуэте. Она вспоминала, «Я думала, что он был милым». Бакингем был в психоделической рок-группе Fritz, но двое из участников покинули группу в связи с отъездом в колледж. Он попросил Никс в середине 1967 года заменить вокалиста. Позже, Fritz были на разогреве у Джими Хендрикса и Дженис Джоплин с 1968 по 1970 год.
Никс и Бакингем вместе поступили в Университет штата Калифорния в Сан-Хосе, где Никс специализировалась на речевой коммуникации, и планировала стать учителем английского языка. С благословления отца, Никс бросила учёбу в колледже чтобы развивать свою музыкальную карьеру.

### 1972—1978: Buckingham Nicks и Fleetwood Mac
После расформирования Fritz в 1972 году, Никс и Бакингем продолжили писать в качестве дуэта, записывая демо-кассеты по ночам в Дейли-Сити, штат Калифорния, на однодюймовом четырёхдорожечном магнитофоне Ampex, который Бакингем хранил на заводе по обжарке кофе, которым владел его отец. Они заключили сделку с лейблом Polydor Records, и одноимённый альбом Buckingham Nicks был выпущен в 1973 году. Но альбом не возымел успеха, после чего Polydor перестал сотрудничать с парой. От отсутствия доходов с альбома, и вскоре заболевшим мононуклеозом Бакингемом, Никс начала работать на нескольких работах. Она обслуживала столики и убирала в доме продюсера Кита Олсена, где Никс и Бекингем жили некоторое время, прежде чем переехать к Ричарду Дэшуту. Вскоре она начала экспериментировать с кокаином. «Нам сказали что это только увеселительное, и ничего опасного в этом нет», сказала Никс Крису Айзеку в 2009 году.
Во время проживание с Дэшутом, Бакингема взяли гитаристом в туре Everly Brothers 1972 года. Никс осталась самостоятельно писать песни. В этот период Никс написала «Rhiannon», после того, как увидела название в романе Мэри Лидер «Триада». Также она написала «Landslide», вдохновившись пейзажами Аспена и медленно угасающими отношениями с Бакингемом.
В конце 1974 года, Кит Олсен включил песню Buckingham Nicks «Frozen Love» для барабанщика Мика Флитвуда, который приехал в Саунд-Сити в Калифорнии в поисках студии звукозаписи. Флитвуд вспомнил игру на гитаре Бакингема, когда гитарист Боб Уэлч покинул группу для сольной карьеры. 31 декабря 1974 года Флитвуд позвонил Бакингему, пригласив его присоединиться к группе. Бакингем отказался, настаивая на том, что он и Никс «идут в комплекте», и он не присоединиться к группе без неё. В итоге группа решила, что принятие этой пары в состав пойдёт на пользу Fleetwood Mac, превращая британскую группу в англо-американскую. И первые репетиции подтвердили верность принятого решения, и пара новичков гармонично сливалась с изначальным жанром группы, основанном на блюз-роке.
В 1975 году Fleetwood Mac добились мирового успеха с одноимённым альбомом. «Rhiannon» Никс была признана одной из 500 величайших песен всех времен по версии Rolling Stone. Её живые выступления с песней на протяжении десятилетия начали приобретать театральную интенсивность, отсутствующую в альбоме. Песня достигла кульминации, в которой вокал Никс был настолько страстным, что Мик Флитвуд заявил: «Ее исполнение „Rhiannon“ в те дни было похоже на экзорцизм». «Landslide» стал ещё одним хитом альбома с тремя миллионами трансляций.
Осознав свой имидж как исполнительницы, Никс работала с дизайнером одежды Марджи Кент, чтобы разработать свой уникальный образ на сцене. Её костюмы были в цыганско-богемном стиле, в которых присутствовали развевающиеся юбки, шали и сапоги на платформе.
В то время как Никс и Бакингем добились профессионального успеха с Fleetwood Mac, их личные отношения разрушались. Никс окончательно разорвала их романтические отношения. Fleetwood Mac начал записывать свой последующий альбом Rumours в начале 1976 года и продолжал до конца того же года. Кроме того, Никс и Бакингем спели бэк-ап в одноимённом втором альбоме Уоррена Зивона.
Среди прочего вклада Никс в Rumours была песня «Dreams», которая стала единственным хитом группы Billboard Hot 100 под номером один. Никс также написала и записала песню «Silver Springs», но она не была включена в альбом, потому что ранние версии песни были слишком длинными, и группа не хотела, чтобы в альбоме было слишком много затянутых песен. Студийный инженер и сопродюсер Кен Кайлат сказал, что Никс была очень недовольна тем, что группа отказалась от её песни «Silver Springs», которая, по её словам, была прекрасно написана, и содержала некоторые из лучших гитарных работ группы. «Silver Springs», написанная о её бурных отношениях с Бакингемом, была выпущена как вторая часть сингла «Go Your Own Way» — столь же критичной песни Бакингема о Никс. Копии сингла в конечном итоге стали предметами коллекционирования среди поклонников Fleetwood Mac. «Silver Springs» была включена в ретроспективу Fleetwood Mac 25 Years — The Chain в 1992 году.
Rumours, второй альбом Fleetwood Mac после присоединения Никс и Бакингема, стал самым продаваемым альбомом его года выпуска, и на сегодняшний день разошелся тиражом более 45 миллионов копий по всему миру, что делает его одним из самых продаваемых альбомов всех времен. Альбом оставался на первом месте в американском чарте альбомов в течение 31 недели и достиг первого места в других странах. Альбом получил премию «Грэмми» в номинации Альбом Года в 1978 году. Он выпустил четыре сингла Billboard Hot 100, вошедших в десятку лучших синглов США, и «Dreams» Никс стала единственным хитом группы Billboard Hot 100 номер один.
В ноябре 1977 года, после концерта в Новой Зеландии в рамках тура Rumours, Никс и Флитвуд тайно завели роман. Флитвуд был женат на Дженни Бойд. «Все злились, потому что Мик был женат на замечательной девушке и имел двоих замечательных детей. Я была в ужасе. Я любила этих людей. Я любила его семью. Так что у нас никогда бы не срослось. И этого не произошло. Я просто не могла». Никс прекратила роман вскоре после того, как он начался. Она заявила, что если бы роман развивался, это «стало бы концом Fleetwood Mac». К октябрю 1978 года Мик Флитвуд бросил Бойд ради лучшей подруги Никс, Сары Рекор.

### 1979—1982:TuskиMirage
После успеха альбома Rumours и тура в 1977—1978 годах Fleetwood Mac начали записывать свой третий альбом с Никс и Бакингемом, «Tusk», весной 1978 года. К этому времени Никс накопила большое количество песен, которые она не смогла записать с Fleetwood Mac из-за ограничения на размещение трех авторов песен в каждом альбоме. Tusk был выпущен 19 октября 1979 года. Mirage был записан в конце 1981 и начале 1982 годов.

### Бэк-вокал и дуэты
Работая над альбомом Tusk, Никс пела на бэк-вокале практически на каждом треке Not Shy, записанном музыкантом Уолтером Иганом, другом Никс и Бакингема. «Magnet and Steel», вдохновленная Никс, заметно выделялась своим бэк-вокалом и стала хитом-синглом в чарте Billboard Hot 100 летом 1978 года. Линдси Бакингем также продюсировал альбом, играя на гитаре и исполняя бэк-вокал на некоторых треках. Никс записала хитовые дуэты «Whenever I Call You Friend» с Кенни Логгинсом в 1978 году и «Gold» с Джоном Стюартом в 1979 году. В течение 1981 года Никс время от времени появлялась в качестве гостя с Томом Петти и The Heartbreakers в их туре Hard Promises.

### Сольная карьера
Никс написала и записала демо-версии для сольного проекта во время работы над альбомом Tusk в 1979 году и мирового турне Tusk в 1979-80 годах. Никс, Дэнни Голдберг и Пол Фишкин основали Modern Records для записи и выпуска материала Никс.
Первый сольный альбом Никс Bella Donna был выпущен 27 июля 1981 года, и получил как коммерческое признание, так и признание критиков. Достигнув первого места в чарте Billboard 200, с четырьмя синглами, вошедшими в Billboard Hot 100, Rolling Stone назвал её «Царствующей королевой рок-н-ролла».
В тот день, когда Bella Donna занял первое место в Billboard 200, Никс сообщили, что у её лучшей подруги Робин Андерсон лейкемия. Андерсон в то время была беременна, и ей оставалось жить всего три месяца. Она родила сына, назначив Никс крестной матерью ребёнка. «Я так и не смогла насладиться Bella Donna вообще, потому что моя подруга умирала. Что-то покинуло меня в тот день, а что-то осталось.» После смерти Робин в 1982 году Никс вышла замуж за вдовца Робин, Кима Андерсона, полагая, что Робин захочет, чтобы она заботилась о ребёнке. «Мы все были в таком безумном горе, просто совершенно невменяемы», — сказала она the Telegraph в 2007 году. Они развелись три месяца спустя.
"
Bella Donna представила постоянных бэк-вокалистов Никс, Шэрон Челани и Лори Перри (ныне Никс), которые с тех пор внесли свой вклад во все сольные альбомы Никс. В ноябре 1981 года Никс отправилась в свой тур White Winged Dove, который ей пришлось прервать, чтобы участвовать в записи альбома Mirage.
Никс выпустила свой второй сольный альбом The Wild Heart 10 июня 1983 года. Альбом стал дважды платиновым, занял пятое место в чарте альбомов Billboard 200 и включал три хитовых сингла. Он также представил автора песен и исполнителя Сэнди Стюарта в качестве соавтора и вокалиста.
Никс выступала на втором Американском Фестивале в региональном парке Глен Хелен в Сан-Бернардино, штат Калифорния, а затем гастролировала по США с июня 1983 по ноябрь 1983 года. Никс появилась на Saturday Night Live в декабре 1983 года, исполнив «Stand Back» и «Nightbird».
После тура для The Wild Heart Никс приступила к работе над своим третьим сольным альбомом, под первоначальным названием Mirror Mirror. Никс записала песни для альбома в 1984 году. Однако Никс была недовольна альбомом, и решила записать новую партию песен в 1985 году. Уже переименованный альбом Rock a Little был выпущен 18 ноября 1985 года с коммерческим успехом и при поддержке трех успешных синглов. Никс гастролировала с Rock a Little до октября 1986 года и выступала с Бобом Диланом, Томом Петти и The Heartbreakers во время их турне по Австралии.
Тур ознаменовал поворотный момент в жизни Никс. В январе, прямо перед началом тура, пластический хирург предупредил её о серьёзных проблемах со здоровьем, если она не прекратит употреблять кокаин. «Я спросила: „ Что ты думаешь о моем носе?“», — вспоминала она на шоу «Час Криса Айзека» в 2009 году. «И он сказал: „ Ну, я думаю, что в следующий раз, когда ты примешь дозу кокаина, ты можешь упасть замертво“». В конце австралийского тура Никс зарегистрировалась в Центре Бетти Форд на 30 дней, чтобы преодолеть свою кокаиновую зависимость. Вспоминая сильное влияние Дженис Джоплин и Джими Хендрикса на её музыку и жизнь, она сказала британскому интервьюеру: «Я видела, как они пошли ко дну, и часть меня хотела пойти вместе с ними…но потом другая часть меня подумала, что мне было бы очень грустно, если бы какая-нибудь 25-летняя леди-певица рок-н-ролла через десять лет сказала: „Я бы хотела, чтобы Стиви Никс задумалась об этом немного больше“. Это отчасти остановило меня и заставило по-настоящему взглянуть на мир ясными глазами.»
Позже в том же году по совету друзей, обеспокоенных тем, что у неё может случиться рецидив, она посетила психиатра, который прописал успокоительное Клонопин, чтобы помочь ей избавиться от кокаина.

### 1987—1990:Tango in the Night,The Other Side of the Mirror, иBehind the Mask
Под конец 1985 года, Fleetwood Mac начали работать над альбомом Tango in the Night, но в связи с рекламным графиком Никс для альбома Rock a Little и её последующего тура, у Никс в основном не получалось работать над альбомом вместе с группой, за исключением нескольких недель после её пребывания в Центре Бетти Форд в 1986 году (что послужило вдохновением для песни «Welcome to the Room…Sara»). Она отправила группе демо-версии своих песен, чтобы поработать над ними в её отсутствие. Альбом был выпущен в апреле 1987 года и стал вторым по продажам альбомом группы за всю историю, после Rumours.
Творческие разногласия и нерешенные личные проблемы внутри группы привели к тому, что Бакингем покинул группу прямо перед их мировым турне. По словам басиста Джона Макви, буквально, «физически уродливая» конфронтация между Никс и Бакингемом произошла, когда Никс гневно оспорила решение Бакингема покинуть группу.
Группа отправилась в тур Shake the Cage в сентябре 1987 года, где Бакингема заменили Рик Вито и Билли Бернетт. Тур был приостановлен во время приступа Никс с синдромом хронической усталости и развитием зависимости от Клонопина, возобновившейся в 1988 году. Tango in the Night имел коммерческий успех, и в 1988 году за ним последовал альбом Fleetwood Mac’s Greatest Hits в ноябре 1988 года.
Также в 1988 году Никс начала работу над четвёртым сольным альбомом с английским продюсером Рупертом Хайном. The Other Side of the Mirror был выпущен 11 мая 1989 года с коммерческим успехом. У Никс завязались романтические отношения с Хайном.
Никс гастролировала по США и Европе с августа по ноябрь 1989 года, единственный раз, когда она гастролировала по Европе в качестве сольного исполнителя. Позже она сказала, что «не помнила об этом туре» из-за её растущей зависимости от Клонопина, назначаемого психиатром в возрастающих количествах в период с 1987 по 1994 год, в попытке удержать Никс от регресса к её прежнему злоупотреблению кокаином.
В 1989 году Никс приступила к работе с Fleetwood Mac над Behind the Mask, выпущенным в 1990 году с умеренным коммерческим успехом в США. В Великобритании, однако, альбом вошел в чарты под номером один и был назван платиновым. Группа отправилась в мировое турне для продвижения альбома, в последний вечер которого Бакингем и Никс воссоединились на сцене, чтобы исполнить «Landslide». После завершения тура Никс покинула группу из-за спора с Миком Флитвудом, который не позволил ей выпустить трек 1977 года «Silver Springs» из её альбома Timespace: The Best of Stevie Nicks, из-за его планов сохранить его для выпуска на предстоящем бокс-сете Fleetwood Mac. Флитвуд знал, что песня будет ценной в качестве точки продажи бокс-сета, так как с годами она завоевала интерес у поклонников группы.

### 1991—1996:TimespaceиStreet Angel
На 10-ю годовщину своего дебюта в сольной карьере Никс выпустила Timespace: The Best of Stevie Nicks 3 сентября 1991 года. В следующем году Fleetwood Mac также выпустит набор из четырёх дисков 25 Years — The Chain, в который входила «Silver Springs».
В ходе президентской кампании 1992 года в США Билл Клинтон использовал хит Fleetwood Mac «Don’t Stop» в качестве темы своей кампании, и Никс присоединилась к классическому составу группы во времена Rumours (включавший Букингема), чтобы исполнить песню на инаугурационном гала-концерте Клинтона в 1993 году. В то время никаких планов на официальное воссоединение не строилось. Никс критиковали за то, что она набрала вес. При росте 155 см Никс набрала вес в связи с борьбой с зависимостью, достигнув 79 кг. «Клонопин был хуже, чем кокаин», — сказала она. «Я потеряла эти 8 лет своей жизни. Я не писала, и я сильно набрала в весе.»
В конце 1993 года, когда Никс устраивала у себя дома «беби-шауэр», она споткнулась о коробку, упала, потеряв сознание и порезала лоб возле камина. «Я из тех людей, которые не причиняют себе вреда. Я была в ужасе, увидев эту кровь. Я не пила много вина. Я знала, что это был Клонопин,» — сказала она. Поняв, что ей нужна помощь, Никс перенесла болезненную 47-дневную детоксикацию в больнице.
После успешной детоксикации Никс выпустила свой пятый сольный альбом Street Angel, записанный в 1992 и 1993 годах с использованием материала, написанного в основном в предыдущие годы. Выпущенный 23 мая 1994 года, Street Angel был слабо принят, достигнув 45-го места в Топ-200 Billboard. После этого Никс выразила глубокое разочарование альбомом, заявив, что большая часть его производственной работы была проделана во время её второго пребывания в реабилитационном центре, что означало, что она практически не имела права голоса по поводу конечного продукта. Несмотря на трехмесячный тур в поддержку альбома, Никс была подавлена вниманием к своему весу и плохим приемом альбома. Испытывая отвращение к критике, которую она получила во время тура за избыточный вес, она поклялась никогда больше не выходить на сцену, пока не похудеет.
В 1996 году Никс воссоединилась с Линдси Бакингем, и они поучаствовали дуэтом Twisted для саундтрека к фильму «Твистер», в то время как в 1996 году написанная Шерил Кроу «Somebody Stand by Me» была включена в саундтрек «Мальчики на стороне», Никс также перезаписала «Free Fallin» Тома Петти для телевизионного хита канала Fox «Вечеринка пяти» (англ. Party of Five).

### 1997—2001:The Dance,Enchanted, иTrouble in Shangri-La
В 1996 году Линдси Бакингем, работая над запланированным сольным альбомом, заручился помощью Мика Флитвуда и Джона Макви, что в конечном итоге привело к воссоединению всей группы. Взбодрившись и попутно занимаясь собой, Никс присоединилась к Fleetwood Mac для The Dance, очень успешного тура 1997 года, который совпал с 20-летием выпуска Rumours. Перед началом тура Никс начала работать с вокальным педагогом, чтобы научиться большему контролю над своим голосом и защитить его от стресса, связанного с длительным графиком гастролей. Она также села на диету и начала бегать трусцой, чтобы окончательно привести себя в желаемую форму.
Концертный диск группы The Dance был выпущен под коммерческое и критическое одобрение. The Dance принес группе несколько номинаций на премию «Грэмми», в том числе номинацию на премию «Грэмми» за лучшее поп-исполнение дуэтом или группой с вокалом за их живое исполнение «Silver Springs». В 1998 году Никс присоединилась к группе для её включения в Зал славы рок-н-ролла. В том же году Флитвуд Мак был удостоен премии BRIT Awards за Выдающийся Вклад.
Никс отложила работу над новым сольным альбомом, когда Warner Music обратилась к ней с просьбой выпустить бокс-сет, охватывающий всю её сольную карьеру, чтобы завершить контракт с Atlantic Records в США. После кульминационного тура воссоединения Fleetwood Mac, Никс обосновалась в Лос-Анджелесе и Финиксе с близкими друзьями и коллегами, чтобы разработать список треков для этой коллекции из трех дисков.
Бокс-сет Enchanted был выпущен для широкой публики 28 апреля 1998 года с примечаниями от Никс, а также эксклюзивными редкими фотографиями и страницами из её дневников. Никс поддержала бокс-сет успешным туром по США. В 1998 году Никс внесла свой вклад в саундтреки фильма «Практическая магия» и выступила на благотворительном концерте Дона Хенли для проекта «Уолден Вудс».
Никс начала активно писать для Trouble in Shangri-La в 1994 и 1995 годах, когда вышла из своей зависимости от Клонопина. По её словам, друг и бывший музыкальный партнер Том Петти был ответственен за то, что убедил её снова писать музыку, отказываясь на её просьбы писать песню вместе с ней. Она возобновила запись песен для альбома Trouble in Shangri-La с Шерил Кроу, которая спродюсировала и исполнила несколько треков. Когда несостыковки с расписанием вынудили Кроу покинуть проект, Никс сначала обратилась к продюсеру R&B Далласу Остину, но из этого ничего не вышло. Никс, наконец, обратилась к Джону Шенксу с просьбой спродюсировать оставшуюся часть альбома с дополнительным участием Дэвида Кана, Рика Новелса, Пьера Маршана и Джеффа Тротта. Такие исполнители, как Натали Мейнс, Сара Маклахлан и Мэйси Грей также внесли свой вклад в некоторые треки.
Выпущенный 1 мая 2001 года, Trouble in Shangri-La восстановил сольную карьеру Никс до критического и коммерческого успеха. «Planets of the Universe» было номинировано на премию «Грэмми» за лучшее женское рок-вокальное исполнение, а Никс была названа «Исполнительницей месяца» VH1 в мае 2001 года. Никс была названа одной из 50 самых красивых людей по версии журнала People, была задействована в хорошо воспринятом эпизоде «За музыкой» и исполнила в эпизоде концертной программы рассказчиков VH1. Никс несколько раз выступала на телевидении в поддержку альбома и выступила на премии Radio Music Awards 2001.
Никс поддержала альбом успешным туром, хотя некоторые концерты были отменены или отложены из-за её приступа острого бронхита. Шоу также были отменены из-за теракта 11 сентября в США.

### 2002—2009:Say You Will,Crystal Visions, иSoundstage Sessions
В 2001 году Fleetwood Mac начал работу над новым студийным альбомом, но на этот раз без Кристин Макви, впервые оставив Никс единственной женщиной в группе. После окончания своего сольного тура Никс собралась с другими участниками группы для записи в 2002 году.
Say You Will был выпущен в апреле 2003 года, и был встречен с коммерческим успехом, но неоднозначными отзывами. Никс присоединилась к группе, чтобы поддержать альбом во время мирового турне, длившегося до сентября 2004 года.
Впоследствии, она заявила в нескольких интервью, что была недовольна альбомом и последовавшим за ним успешным мировым турне, сославшись на производственные споры с Бакингемом в качестве главной причины, а также на отсутствие другой женщины в группе, участницы группы Кристин Макви. Документальный фильм Destiny Rules о создании альбома был выпущен на DVD в 2004 году и рассказывает о порой бурных отношениях между участниками группы, особенно Бакингемом и Никс, в течение проведённого времени в студии.
После нескольких месяцев передышки от тура Say You Will Никс провела четыре ночи в мае 2005 года в Caesars Palace в Лас-Вегасе, а затем дала 10 концертов с Доном Хенли, получившим название Two Voices Tour. Летом 2005 года Никс продолжала выступать с сольными концертами (тур Gold Dust) с поп-певицей Ванессой Карлтон в качестве вступительного акта, сыграв более 20 концертов по всей стране.
27 марта 2007 года Reprise Records выпустили Crystal Visions — The Very Best of Stevie Nicks в США. Альбом дебютировал под номером 21 в чарте альбомов Billboard 200. Сборник включает её главные синглы, танцевальный ремикс и один новый трек, концертную версию песни «Rock and Roll» группы Led Zeppelin. Были выпущены две версии этого альбома, одна только с CD-аудио и версия-делюкс, которая включает DVD со всеми музыкальными видео Никс с её личными аудио-комментариями, а также редкие кадры с сессий записи альбома Bella Donna. Тур с Крисом Айзеком, начавшийся в Конкорде, штат Калифорния, 17 мая 2007 года, поддержал релиз.
Reprise Records первоначально выпустила два промо-ролика только для радио, живую версию «Landslide» с Мельбурнским симфоническим оркестром и «Rock and Roll». Оба трека не получили большого распространения в эфире и не оказали никакого влияния на чарты. Reprise Records выпустили Stand Back (с клубными миксами) 29 мая 2007 года. Stand Back, который достиг пятого места в чарте поп-синглов в 1983 году, занял второе место в клубном чарте Billboard.
Никс ранее занимала первое место в этом чарте с «Planets of the Universe» (из альбома Trouble in Shangri-La) в 2001 году. Сингл-ремикс «Stand Back» дебютировал в чарте продаж Billboard Hot Singles 15 сентября 2007 года под номером 10, достигнув четвёртого места на следующей неделе. Он также дебютировал в чарте продаж синглов Billboard Hot Dance на третьем месте, а позже достиг первого места .
31 марта 2009 года Никс выпустила альбом The Soundstage Sessions на лейбле Reprise Records. Альбом дебютировал под номером 47 в чарте альбомов Billboard 200. Первый сингл из альбома, «Crash Into Me», был выпущен в качестве цифровой загрузки вместе с «Landslide» (оркестровая версия) в качестве би-сайда 17 марта 2009 года.
В конце 2008 года Fleetwood Mac объявили, что группа отправится в турне в 2009 году, начиная с марта. В соответствии с туром 2003—2004 годов Кристин Макви не будет представлена в составе.
Тур был назван шоу хитов под названием Unleashed, хотя они играли такие треки альбома, как «Storms» and «I Know I’m Not Wrong».

### 2010—2013:In Your Dreamsи Extended Play Tour
После завершения тура Unleashed с Fleetwood Mac Никс начала работу над своим первым сольным альбомом за десятилетие с Дэвидом А. Стюартом, музыкантом и продюсером, наиболее известным тем, что он был одной из половинок дуэта Eurythmics.
Никс выступила с серией концертов в августе 2010 года («на самом деле это не тур», — сказала она). Они не содержали никакой её новой музыки, потому что она не хотела, чтобы они попала на YouTube. Шоу в Санта-Барбаре принесло пользу молодой девушке, с которой она познакомилась через фонд Make-a-Wish в Лос-Анджелесе, с рабдомиосаркомой, редким видом рака.
13 января 2011 года Reprise объявили, что предстоящий альбом Никс In Your Dreams выйдет 3 мая, а сингл «Secret Love» выйдет 8 февраля. Reprise предоставил бесплатную загрузку сингла поклонникам, которые заказали альбом через определённые веб-сайты. Никс первоначально написала «Secret Love» в 1976 году и записал демо-версию для альбома Fleetwood Mac 1977 года Rumours, но она не вошла в окончательный вариант альбома.
Демо-версия крутилась среди фанатов в течение многих лет до её включения в In Your Dreams. Никс продвигала песню с помощью видео, снятого режиссёром Дэйвом Стюартом. Крестница Никс Келли появляется на видео в винтажном платье, которое Никс носила на сцене в 1976 году. По словам Никса, Келли изображает молодую Никс, сливающуюся с душой 62-летней Никс. В чартах Billboard США «Secret Love» была скромным хитом в чарте современных синглов для взрослых, достигнув 20-го места и 25-го места в чарте синглов Triple-A. В другой песне из альбома, «For What It’s Worth», в видео также фигурирует племянница Никс. Песня заняла 25-е место в чарте Billboard Adult Contemporary в сентябре 2011 года. Для альбома был снят документальный фильм, срежиссированный Стюартом. Документальный фильм был одобрен критиками, и Никс появилась на многих кинофестивалях в поддержку документального фильма.
Никс продвигала альбом, выступая в различных телевизионных шоу, в том числе в «Вечернем шоу с Джеем Лено», «Х-фактор», «Разговор», «Доброе утро, Америка», «Шоу Эллен ДеДженерес», «Шоу Опры Уинфри» и «Танцы со Звездами».
In Your Dreams был хорошо принят музыкальными критиками. Rolling Stone прокомментировали: «Это не просто её первый альбом за 10 лет, это её лучшая коллекция песен с восьмидесятых». Альбом дебютировал под шестым номером в Billboard 200, что дало Никс её пятый альбом из топ-10 в этом чарте, с 52 000 проданными копиями за первую неделю. В других странах альбом неоднократно дебютировал в топ-50, в том числе занял 24-е место в австралийском чарте ARIA, 22-е место в Канаде и 14-е место в Великобритании.
В тот же день, когда был выпущен новый альбом Никс, сеть Fox транслировала эпизод Glee (2 сезон, 19 серия) Rumours, в котором фигурировали шесть песен из альбома Fleetwood Mac 1977 года, в том числе песня Никс «Dream» (единственная песня группы номер один в чартах США). Шоу вызвало новый интерес к группе и её самому коммерчески успешному альбому, и Rumours вновь вошли в чарты Billboard 200 под номером 11, на той же неделе, когда In Your Dreams дебютировали под номером шесть. Никс цитировала Billboard, говоря, что её новый альбом был «моими собственными маленькими слухами».
Никс записала кавер-версию песни Бадди Холли «Not Fade Away» для трибьют-альбома Listen to Me: Buddy Holly, выпущенного в сентябре 2011 года.
29 марта 2012 года Никс появилась в качестве гостьи в ситкоме NBC «Всю ночь напролет». В шоу был показан отрывок трека 1981 года «Sleeping Angel», а также новые дуэты с Майей Рудольф и Кристиной Эпплгейт «Whenever I Call You Friend» и «Edge of Seventeen». Рудольф и Эпплгейт сказали, что они поклонники певицы.
В 2013 году Fleetwood Mac снова гастролировали в составе группы из четырёх человек по всей Северной Америке и Европе. 30 апреля группа выпустила свой первый новый студийный материал с 2003 года Say You Will через цифровую загрузку на iTunes с четырёхдорожечным EP «Extended Play», содержащим три новые песни и одну новую песню с сессий Buckingham Nicks («Without You»).
3 декабря 2013 года Никс выпустила документальный фильм In your Dreams на DVD. DVD дебютировал на седьмом месте в чарте продаж музыкальных видео Billboard Top и на 29 — м месте в чарте Top 40 музыкальных видео Великобритании.

### 2014—настоящее время:24 Karat Gold: Songs from the Vault
В 2014 году Никс появилась в третьем сезоне телесериала «Американская история ужасов: Шабаш», в роли, которую она повторила в восьмом сезоне «Апокалипсис». Она сыграла вымышленную версию самой себя, изображая «белую ведьму» со сверхъестественными способностями в трех эпизодах. На шоу она исполнила песни «Rhiannon», «Has Anyone Ever Written Anything For You?», «Seven Wonders» и «Gypsy».
"Я сказала: «Это идеально», — сказала она журналу Us в ответ на музыкальный запрос шоу. «Потому что именно так мне нравится воздействовать на людей. Я хочу, чтобы люди включали мои песни, когда они несчастны и нуждаются в поддержке, чтобы немного потанцевать по своей квартире и почувствовать себя хорошо. Вот почему я пишу.»
В мае 2014 года Никс была удостоена награды BMI Icon Award. В июле 2014 года было объявлено, что Никс присоединится к Голосу в качестве советника команды Адама Левина.
В сентябре 2014 года Никс выпустила свой восьмой студийный альбом 24 Karat Gold: Songs from the Vault, который занял седьмое место в Billboard 200. Она также начала турне по Северной Америке с Fleetwood Mac, вместе с вернувшейся Кристин Макви, которая участвовала в шоу-туре. Тур начался в сентябре 2014 года и завершился в ноябре 2015 года.
В мае 2015 года Никс переиздала Crystal Visions — The Very Best of Stevie Nicks на «кристально чистом» прозрачном двойном виниле. К винилу прилагалась виниловая сумка-мессенджер и литография ограниченным тиражом. В течение 2016 и 2017 годов Никс гастролировала с группой The Pretenders в туре 24 Karat Gold.
26 апреля 2017 года Pitchfork сообщил, что Никс будет задействованна в треке в пятом студийном альбоме американской певицы Ланы Дель Рей Lust for Life, который был выпущен 21 июля 2017 года. Песня называется «Beautiful People Beautiful Problems».
9 июля 2017 года Никс выступила на британском фестивале летнего времени в Гайд-парке в Лондоне, поддерживая Tom Petty and the Heartbreakers. Позже она исполнила «Stop Draggin' My Heart Around» с Петти в составе группы the Heartbreakers, что стало их последним совместным исполнением песни перед смертью Тома Петти в октябре 2017 года.
В апреле 2018 года Линдси Бакингем был уволен из Fleetwood Mac, как сообщается, из-за разногласий с Никс и Миком Флитвудом. Никс помогала набирать замену на его место, взяв Майка Кэмпбелла из Tom Petty and the Heartbreakers, а также Нила Финна из Crowded House. Этот переработанный состав отправился в мировое турне под названием An Evening with Fleetwood Mac в 2018—2019 годах.
В апреле 2019 года Никс была внесена в «Зал славы рок-н-ролла», она стала первой женщиной, которая была внесена туда дважды, первый раз в качестве члена Fleetwood Mac, и второй раз в качестве сольной исполнительницы.
В сентябре 2020 года Никс анонсировала концертный альбом и концертный фильм с записями тура 24 Karat Gold (2016—2017), режиссёром которого был Джо Томас.
9 октября 2020 года Никс впервые за шесть лет выпустила новую музыку. Официальное видео, сопровождающее трек «Show Them the Way», было снято режиссёром Кэмероном Кроу.
В декабре 2020 года музыкальное издательство Primary Wave объявило, что Никс продала им 80 % акций своего каталога песен. Газета The Wall Street Journal оценила сделку в 100 миллионов долларов США.
27 мая 2021 года Стиви Никс была объявлена одним из хедлайнеров музыкального фестиваля Shaky Knees 2021 года в Атланте, штат Джорджия.

## Артистизм
Будучи ростом 155 см, Никс говорила, что чувствовала себя «немного нелепо», стоя рядом с Миком Флитвудом, чей рост составляет 198 см. По этой причине у неё появилась любовь к сапогам на 15-сантиметровой платформе. «Даже когда платформы совершенно вышли из моды, я продолжала носить их, потому что не хотела возвращаться к росту 160 см на каблучках», рассказала она Allure в 1995 году. За прошедшие годы, Никс создала собственный образ, который называет своей «униформой». Её «униформа» известна своим ведьмовским образом, который прослеживается в её песнях и выступлениях.
Никс говорит, что её стиль вокала и манера выступления были навеяны такими исполнительницами, как Грейс Слик и Дженис Джоплин. Она призналась, что вдохновилась, когда вживую увидела выступление Джоплин (когда выступала у неё на разогреве со своей первой группой Fritz), незадолго до смерти самой Джоплин. Никс также хранит у себя нить бус, с которыми выступала Джоплин.
Она также упоминала, что однажды во время выступления увидела в толпе женщину, одетую в креп шифон, с причёской Девушки Гибсона и в больших ботинках, и Никс поняла, что хочет что-то подобное. Она взяла этот образ и сделала его своим.
Никс обладает вокальным диапазоном контральто, и её голос был описан как «грубый, пушистый альт». На протяжении многих лет она украшала свою подставку для микрофона розами, лентами, шифоном, хрустальными бусами, шарфами и маленькими мягкими игрушками.

### Благотворительность
Никс основала благотворительный фонд под названием Stevie Nicks' Band of Soldiers, который используется в интересах раненых военнослужащих.
В конце 2004 года Никс начала посещать медицинские центры армии и флота в Вашингтоне, округ Колумбия. Посещая раненых военнослужащих и женщин, она решила найти предмет, который она могла бы оставить солдатам, который поднял бы их настроение, мотивировал и дал бы им то, чего они с нетерпением ждут каждый день. В конце концов она решила приобрести сотни iPod Nanos, загрузить в них музыку, исполнителей и плейлисты, которые она выберет вручную, и поставить на них автографы:
Я называю это солдатским айподом. В нём есть все сумасшедшие вещи, которые я слушаю, и мои коллекции, которые я собираю с 1970-х годов, чтобы отправиться в путь, когда я болею … пару раз в моей жизни, когда я была действительно подавлена, музыка — это то, что всегда вытанцовывает меня из постели.

—  Стиви Никс, The Arizona Republic.
Сейчас она регулярно дарит эти знаки своей признательности, приводя с собой своих самых близких друзей, таких, как Мика Флитвуда, чтобы поделиться своим опытом:
И так, пока мы с Миком [Флитвудом] ходили из комнаты в комнату, доставляя их крошечные iPod, они рассказывали нам свои истории. Мик превратился в своего высокого, любящего отца, похожего на англичанина, воспринимающего каждое сказанное ими слово, оставаясь спокойным (по крайней мере, внешне), вдохновляя их. Мы плавали из комнаты в комнату по коридорам двух больниц в течение трех дней. Мы раздали все наши айподы. Прямо перед моим отъездом в Вашингтон Стивен Тайлер и Джо Перри порылись в карманах и достали для меня 10 000 долларов. В моих глазах они превратились из самых крутых рок-звезд в великодушных великих людей; как сказала мой пресс-агент Лиз Розенберг, каждому возвращающемуся раненому солдату следует дарить такие айподы. Это будет неотъемлемой частью их выздоровления.

—  Стиви Никс

### Стиль
Стиль Никс оставался неизменным на протяжении всего её времени под софитами, и даже «в 60 лет она все ещё работает в тонких туниках и шалях, которые повлияли на два поколения почитателей Стиви, и придали её выступлениям ощущение викканского ритуала», — пишет репортер New York Times Рут Ла Ферла. Никс была известна своими многочисленными изменениями гардероба во время живых выступлений, имея новый наряд для почти каждой песни, которую она пела. Никс предпочитает носить чёрное на сцене. Она начала носить его в первую очередь потому, что он был «легким и стройнящим». В конце 70-х Никс начала получать письма с угрозами, в которых её обвиняли в колдовстве. Никс сказал LA Times в 2013 году: «В начале моей карьеры сама идея о том, что какие-то странные, жуткие люди писали: „Ты ведьма, ты ведьма!“, была такой ошеломляющей. И вот я такая: ‘Нет, я не такая! Я просто ношу чёрное, потому что это заставляет меня выглядеть стройнее, вы, идиоты». " Слухи о ведьме так напугали Никс, что она на некоторое время отказалась от чёрного (примерно с 1978 по 1982 год), вместо этого решив носить такие цвета, как абрикосовый и зелёный, цвета морской пены. Никс позже заявила, что чувствовала себя уродливой в новых цветах, в конечном счете сдалась и вернулась к чёрному в 1983 году. В том же году, когда её спросили, что она думает о тех, кто все ещё верит слухам, Никс сказала: «Мне все это не нравится, и я хочу, чтобы люди перестали думать об этом, потому что я потратила тысячи долларов на красивую чёрную одежду и должна была надолго перестать её носить, потому что многие люди меня пугали». Стоимость поддержания её общего стиля, прически, макияжа и гардероба, была недешевой. Никс подала заявление о не облагаемых налогом расходах в 1991 году стоимостью «12 495 долларов на макияж и прическу [и] 43 291 доллар на профессиональную одежду и техническое обслуживание». Никс поет о магазине, где её культовый стиль начался в песне «Gypsy». В песне Никс поет о магазине под названием Velvet Underground, бутике в Сан-Франциско, штат Калифорния, где, как известно, делали покупки такие известные рокеры, как Дженис Джоплин и Грейс Слик. Именно в Velvet Underground начался уникальный и легко узнаваемый стиль Никс.

## Наследие
Многие исполнители ссылались на Никс как на источник вдохновения. В этот список входят Бейонсе и Destiny’s Child, Кортни Лав, Мишель Бранч, Белинда Карлайл, The Chicks (ранее известные как Dixie Chicks), Мэри Джей Блайдж, Шерил Кроу, Надя Али, Флоренс Уэлч, Тейлор Свифт, Ванесса Карлтон, Дельта Гудрем и Лорд. Австралийский певец Даррен Хейс назвал Никс одной из своих любимых музыкантов в подростковом возрасте, в то время как мать Эминема Дебби Нельсон упомянула в своей книге «Мой сын Маршалл, мой сын Эминем», что её сыну понравилась песня «Рианнон».
The Dixie Chicks записали кавер-версию песни «Landslide», которая позже вошла в топ-10 хитов (номер один в чарте Adult Contemporary) и стал хитом номер один в чарте стран.
Альтернативная рок-группа The Smashing Pumpkins сделали акустическую кавер-версию песни, которая была включена в их сборник Pisces Iscariot 1994 года.
Deep Dish осуществили свои «мечты» о работе с Никс в 2005 году, когда Никс предложила перезаписать вокал на ремикс её песни «Dreams». Версия Deep Dish заняла второе место в чарте Billboard Hot Dance Airplay, а также обеспечила Никс её третьим британским хитом в топ-40. Никс исполнила дополнительный вокал в альбоме Ванессы Карлтон 2007 года «Герои и воры».
31 января 2010 года Никс выступила с Тейлор Свифт на 52-й ежегодной премии «Грэмми». Свифт, которая описывает Никс как одного из героев своего детства, представила её зрителям, сказав: «Это сказка и честь разделить сцену со Стиви Никс.»
В октябре 2018 года Никс стала одной из пятнадцати артистов, номинированных на вступление в «Зал славы рок-н-ролла». 13 декабря 2018 года она была объявлена одной из семи кандидатов в «Зал славы рок-н-ролла» 2019 года, что сделало её первой женщиной, дважды принятой в зал.

## Личная жизнь
Никс была замужем только один раз за Кимом Андерсоном, вдовцом её подруги Робин Андерсон. Они поженились в 1983 году, вскоре после смерти Робин от лейкемии. «Я была полна решимости заботиться о ребёнке Робин, поэтому я сказала Киму: „Не знаю, видимо, нам надо просто пожениться“.» Три месяца спустя Никс и Андерсон развелись. «Мы поженились не потому, что были влюблены друг в друга, мы поженились потому, что скорбели, и это было единственной вещью, которая заставляла нас почувствовать, что мы делаем хоть что-то.» Спустя годы после развода, Никс встретилась со своим крестником когда он был уже подростком, общалась с ним во время его обучения в колледже, и с тех пор на постоянной основе поддерживает с ним контакт.
У Стиви были отношения с Линдси Бакингемом с 1966 года, небольшая интрижка с Миком Флитвудом в 1977 году, также была романтическая связь с барабанщиком/вокалистом Eagles Доном Хенли в конце 1970-х и ненадолго с автором песен Eagles Дж. Д. Саутером. В 1979 году Никс сделала аборт после того, как забеременела от Хенли.
У Никс были связи с Джимми Айовином, который продюсировал альбом Bella Donna в 1980-81 годах, и с гитаристом Eagles и James Gang Джо Уолшем в 1983—1986 годах, которого она называла в 2007 году своей любовью, одной из своих самых больших, но пара не смогла сохранить отношения из-за взаимного злоупотребления наркотиками. Никс гастролировала с Уолшем в 1984 году и написала «Has Anyone Ever Written Anything for You?» о покойной дочери Уолша.
Никс сказала, что это было её полностью сознательным выбором не иметь детей, в связи со своей требовательной карьерой и своим желанием следовать своему искусству, куда бы оно её не завело: «Возможно, быть женой и матерью не было моим предназначением; возможно, моей определённой миссией было писать песни для того, чтобы мамы и жёны чувствовали себя лучше.» «У меня много детей. В любом случае, быть чокнутой тётей намного веселее, чем быть матерью.» — говорит Стиви про своих крестников, племянницу и остальную семью.
Никс вела свой личный дневник каждый день с момента присоединения к Fleetwood Mac. «Я люблю говорить всем своим крестницам-феям и своей племяннице, что когда я покину этот мир, они могут пролистывать все эти записи, сидя на полу, и пройтись по всей моей жизни, и они даже могут почувствовать аромат гардении на страницах дневников. Они смогут подержать в руках то, кем я была.» Книгу, основанную на своей жизни, она прокомментировала так: «Я бы не написала книгу до тех пор, пока не смогла бы рассказать всё как есть, и убедиться, что все представленные в ней люди представлены правильно … Если я собираюсь писать книгу, то я, и все те люди, задействованные в книге, должны быть в том возрасте, когда всем уже будет всё равно … Я бы никогда не написала книгу о чём-то плохом. В основном я бы расписывала замечательные моменты, который было так много.»
В своём дневнике в 2020 Никс вызвала яркую реакцию в США, сравнив COVID-19 с Американской Историей Ужасов. «Все собираются на пляжах, в барах, вечеринках и так далее, — „давайте напьёмся и будем целоваться, о, и к слову, можно допить твой коктейль?“ — мы несемся к катастрофе; люди умирают из-за того, что другие люди не носят маски … Никто не руководит нами. Ни у кого нет плана.»
В начале 2007 года появились слухи про интерес Линдси Лохан к покупке прав на историю жизни Стиви Никс и разработке фильма, в котором она планировала сыграть её. В марте 2007 года, продвигая свой альбом Crystal Visions, Никс спросили об этом. Она сказала Access Hollywood: «Это совершенно дико и безумно. Нет ни одного фильма в разработке о моей жизни. Никто не может снять фильм о моей жизни без моего участия, потому что никто не знает, что на самом деле произошло в моей жизни, пока я не расскажу. В общем, никто не может снять фильм о моей жизни. И если бы кто-нибудь когда-нибудь пошел и снял фильм о моей жизни без моего разрешения и моего участия, я бы так сильно ударил по нему через прессу, что этот фильм никогда бы ничего им не дал.»
В 2009 году она сказала The New York Times про Лохан: «Только через мой труп. Ей нужно перестать употреблять наркотики и взять себя в руки. Тогда, может быть, мы поговорим.»
До июля 2007 года Никс жила в Парадайз-Вэлли, штат Аризона, пригороде Финикса, в доме, который она построила в 1981 году и делила со своим братом Кристофером Никсом, его женой Лори Перри-Никс и их дочерью Джессикой. В середине 2007 года она объявила, что её дом в Парадайз-Вэлли будет выставлен на продажу, сославшись на свое стремление «сократить размеры» и больше сосредоточиться на своей благотворительной деятельности, и что в прошлом году она «провела там всего около двух недель». Дом был выставлен на продажу за 3,8 миллиона долларов, а позже продан за 3 миллиона долларов.
Никс стала священнослужителем в Церкви Вселенской Жизни и служила на свадьбе вокалиста группы Deer Tick Джона Макколи и певицы Ванессы Карлтон 27 декабря 2013 года.
В сентябре 2022 года Стиви Никс призналась в частном интервью, что ей поставлен диагноз "болезнь Паркинсона" и она должна соблюдать ежедневный строгий медикаментозный режим, чтобы болезнь не прогрессировала. Также певица вынуждена в некоторых случаях пользоваться инвалидной коляской.

## Дискография

### Студийные альбомы
- Bella Donna (1981)
- The Wild Heart (1983)
- Rock a Little (1985)
- The Other Side of the Mirror (1989)
- Street Angel (1994)
- Trouble in Shangri-La (2001)
- In Your Dreams (2011)
- 24 Karat Gold: Songs from the Vault (2014)

### Совместно с Buckingham Nicks
- Buckingham Nicks (1973)

### Совместно с Fleetwood Mac
- Fleetwood Mac (1975)

- Rumours (1977)
- Tusk (1979)
- Mirage (1982)
- Tango in the Night (1987)
- Behind the Mask (1990)
- Say You Will (2003)

## Фильмография
| Название                                 | Оригинальное название             | Год  | Роль              | Примечания                                                                    |
| ---------------------------------------- | --------------------------------- | ---- | ----------------- | ----------------------------------------------------------------------------- |
| Rock Legends: Platinum Weird             | Rock Legends: Platinum Weird      | 2006 | в роли самой себя | Телевизионный фильм                                                           |
| Всю ночь напролёт                        | Up All Night                      | 2012 | в роли самой себя | Эпизод «Отпускать»                                                            |
| Стиви Никс: В твоих мечтах               | Stevie Nicks: In Your Dreams      | 2013 | в роли самой себя | Документальный фильм, и была в качестве режиссёра и исполнительного директора |
| Американская История ужасов: Шабаш       | American Horror Story: Coven      | 2014 | в роли самой себя | Эпизоды «Магические услады Стиви Никс» и «Семь Чудес»                         |
| Шоу «Голос»                              | The Voice                         | 2014 | в роли самой себя | Наставник команды Адама Левина (7 сезон)                                      |
| Американская История Ужасов: Апокалипсис | American Horror Story: Apocalypse | 2018 | в роли самой себя | Эпизод «Чудо-мальчик»                                                         |
| 24 Karat Gold: The Concert               | 24 Karat Gold: The Concert        | 2020 | в роли самой себя | Концертный фильм                                                              |